# 6世纪国家领导人列表

## 非洲
- 阿克苏姆王国 - 
  1. Ousas（约490年－520年）
  2. Kaleb（约520年）
  3. Alla Amidas（6世纪中期）
  4. Wazena（6世纪中期）
  5. W`ZB（6世纪中期）
  6. Ioel（6世纪中期）
  7. Hataz（约575年）
  8. Saifu（约577年）
  9. Israel（约590年）
  10. Gersem（约600年）
  11. Kwastantinos（约544年－572年）
  12. Wasan Sagad（约572年－587年）
  13. Fere Shanay（约 587年－610年）
- 汪达尔（奄蔡、汪达尔国王） - 
  1. 色雷萨蒙德（Thrasamund，496年－523年）
  2. 希尔德里克（523年－530年在位）
  3. 盖利默（530年－534年在位）

## 美洲
- 玛雅：帕伦克 -
  1. B'utz Aj Sak Chiik（487年－501年）
  2. Ahkal Mo' Nahb I（501年－524年）
  3. K'an Joy Chitam I（529年－565年）
  4. Ahkal Mo' Nahb II（565年－570年）
  5. Kan Bahlam I（572年－583年）
  6. Yohl Ik'nal（583年－604年）

## 亚洲
- 日本 (古坟时代） - 
  -     1. 武烈天皇，日本天皇（498年－506年）
    2. 继体天皇，日本天皇（507年－531年）
    3. 安闲天皇，日本天皇（531年－535年）
    4. 宣化天皇，日本天皇（535年－539年）
    5. 钦明天皇，日本天皇（539年－571年）
    6. 敏达天皇，日本天皇（572年－585年）
    7. 用明天皇，日本天皇（585年－587年）
    8. 崇峻天皇，日本天皇（587年－592年）
    9. 推古天皇，日本天皇（592年－628年）
- 朝鲜半岛 (朝鲜三国时代） 
  - 百济 - 
    1. 东城王，百济王（479年－501年）
    2. 武宁王，百济王（501年－523年）
    3. 圣王，百济王（523年－554年）
    4. 威德王，百济王（554年－598年）
    5. 惠王，百济王（598年－599年）
    6. 法王，百济王（599年－600年）
    7. 武王，百济王（600年－641年）

  - 高句丽 -
    1. 文咨王，高句丽王（491年—519年）
    2. 安藏王，高句丽王（519年—531年）
    3. 安原王，高句丽王（531年—545年）
    4. 阳原王，高句丽王（545年—559年）
    5. 平原王，高句丽王（559年—590年）
    6. 婴阳王，高句丽王（590年—618年）

  - 新罗 - 
    1. 智證王，新罗王（500年—514年）
    2. 法兴王，新罗王（514年—540年）
    3. 真兴王，新罗王（540年—576年）
    4. 真智王，新罗王（576年—579年）
    5. 真平王，新罗王（579年—632年）
- 嚈噠帝國(白匈奴） - 头罗曼 （约490年—515年）
- 笈多帝国 - 
  1. 旃陀罗·笈多三世, 笈多王朝君主（496年—500年）
  2. 婆伊尼耶笈多（英语：Vainya Gupta）, 笈多王朝君主（500年—515年）
- 巴拉瓦王朝 - 
  1. Nandi Varman I, 巴拉瓦王朝君主（480年—500年）
  2. Kumaravisnu II, 巴拉瓦王朝君主（500年—510年）
- 遮娄其王朝 - 
  1. 补罗稽舍一世（543年—566年）
  2. 称铠王一世（566年—597年）
  3. 吉祥主王（曼伽梨娑）（597年—609年）

### 中国
- 南北朝
  - 南朝·南齐 - 
    1. 萧宝卷，南齐皇帝（498年—501年）
    2. 萧宝融，南齐皇帝（501年－502年）

  - 南朝·萧梁 - 
    1. 梁武帝，南梁皇帝（502年－549年）
    2. 萧正德，南梁皇帝（549年）
    3. 梁简文帝，南梁皇帝（549年－551年）
    4. 萧栋，南梁皇帝（551年）
    5. 梁元帝，南梁皇帝（552年－554年）
    6. 萧渊明，南梁皇帝（555年）
    7. 梁敬帝，南梁皇帝（555年－557年）
    8. 萧庄，南梁皇帝（557年－560年）
    9. 梁宣帝，后梁皇帝（555年－562年）
    10. 梁明帝，后梁皇帝（562年－585年）
    11. 蕭琮，后梁皇帝（586年－587年）

  - 南朝·南陈 - 
    1. 陈武帝，南陈皇帝（557年－559年）
    2. 陈文帝，南陈皇帝（559年－566年）
    3. 陈伯宗，南陈皇帝（566年－568年）
    4. 陈宣帝，南陈皇帝（568年－582年）
    5. 陈叔宝，南陈皇帝（582年－589年）

  - 北朝·北魏
    1. 魏宣武帝，北魏皇帝（499年－515年）
    2. 魏孝明帝，北魏皇帝（516年－528年）
    3. 元氏，北魏皇帝（528年）
    4. 元钊，北魏皇帝（528年）
    5. 魏孝庄帝，北魏皇帝（528年－530年）
    6. 元晔，北魏皇帝（530年－531年）
    7. 魏节闵帝，北魏皇帝（531年－532年）
    8. 元朗，北魏皇帝（531年－532年）
    9. 魏孝武帝，北魏皇帝（532年－534年）

  - 北朝·东魏
    1. 魏孝静帝，东魏皇帝（534年－550年）

  - 北朝·西魏
    1. 西魏文帝，西魏皇帝（535年－551年）
    2. 西魏废帝，西魏皇帝（551年－554年）
    3. 西魏恭帝，西魏皇帝（554年－556年）

  - 北朝·北齐
    1. 齐文宣帝，北齐皇帝（550年－559年）
    2. 高殷，北齐皇帝（559年－560年）
    3. 齐孝昭帝，北齐皇帝（560年－561年）
    4. 齐武成帝，北齐皇帝（561年－565年）
    5. 齐后主，北齐皇帝（565年－577年）
    6. 高延宗，北齐皇帝（576年）
    7. 齐幼主，北齐皇帝（577年）
    8. 高湝，北齐皇帝（577年）

  - 北朝·北魏
    1. 周孝闵帝，大周天王（557年）
    2. 周明帝，大周天王（557年－559年）、北周皇帝（559年－560年）
    3. 周武帝，北周皇帝（560年－578年）
    4. 周宣帝，北周皇帝（578年－579年）
    5. 周静帝，北周皇帝（579年－581年）
- 隋朝
  1. 隋文帝，隋朝皇帝（581年－604年）
- 仇池
  1. 杨集始，武兴王（486年－503年）
  2. 杨绍先，武兴王（503年－533年）
  3. 杨智慧，武兴王（535年－545年）
  4. 杨辟邪，武兴王（545年－553年）
  5. 杨崇祖，阴平王（495年－511年）
  6. 杨孟孙，阴平王（511年）
  7. 楊定，阴平王（511年－542年）
  8. 杨太赤，阴平王（542年－564年）
  9. 杨法深，阴平王（564年－580年）
- 吐谷浑
  1. 伏连筹，吐谷浑王（490年－529年）
  2. 呵罗真，吐谷浑王（529年－530年）
  3. 佛辅，吐谷浑王（530年－534年）
  4. 可沓振，吐谷浑王（534年－540年）
  5. 夸吕，吐谷浑可汗（540年－591年）
  6. 世伏，吐谷浑可汗（591年－597年）
  7. 伏允，吐谷浑可汗（597年－635年）
- 高昌国 -
  1. 国王：马儒（496年－502年）
  2. 国王：麹嘉（502年－525年）
  3. 国王：麹光（525年－530年）
  4. 国王：麴子堅（530年－548年）
  5. 国王：麹玄喜（548年－550年）
  6. 国王：高昌和平王（550年－554年）
  7. 国王：麹宝茂（554年－560年）
  8. 国王：麴乾固（560年－600年）
  9. 国王：麹伯雅（600年－613年）
- 柔然
  1. 那盖，候其伏代库者可汗（492年－506年）
  2. 伏图，佗汗可汗（506年－508年）
  3. 丑奴，豆罗伏跋豆伐可汗（508年－520年）
  4. 阿那瓌，敕连头兵豆伐可汗（520年－552年）
  5. 婆罗门，弥偶可杜句可汗（521年－525年）
  6. 铁伐，可汗（552年－553年）
  7. 登注俟利，可汗（552年－553年）
  8. 库提，可汗（553年）
  9. 庵罗辰，可汗（553年－554年）
  10. 邓叔子，可汗（553年－555年）
- 突厥汗国 -
  - 可汗：伊利可汗阿史那土门（552年）
  - 可汗：乙息记可汗阿史那科罗（552年—553年）
  - 可汗：木杆可汗阿史那俟斤（553年—572年）
  - 可汗：佗钵可汗（572年—581年）
  - 可汗：沙钵略可汗阿史那摄图（581年—587年）
  - 小可汗：阿波可汗阿史那大逻便（581年—587年）
  - 小可汗：阿史那庵逻（581年—约587年）
  - 小可汗：泥利可汗（587年—604年前后）
  - 可汗：莫何可汗阿史那处罗侯（587年—588年）
  - 可汗：都蓝可汗阿史那雍虞闾（588年—599年）
  - 西突厥小可汗：室点密（552年—575年）
  - 可汗：达头可汗阿史那玷厥（西突厥小可汗：575年—599年；大可汗：599年—603年）
  - 小可汗：突利可汗阿史那染干（599年—609年）

## 中东
- 东罗马帝国 - 
  - 皇帝：阿纳斯塔修斯一世（491年－518年）
  - 皇帝：查士丁一世（518年－527年）
  - 皇帝：查士丁尼一世（527年—565年）
  - 皇帝：查士丁二世（565年—578年）
  - 皇帝：提比略二世（578年—582年）
  - 皇帝：莫里斯（582年－602年）
  - 共治皇帝：狄奥多西斯（590年—602年）
- 波斯（萨珊王朝）
  - 波斯沙汗沙：喀瓦德一世（498/9年－531年）
  - 波斯沙汗沙：霍斯劳一世（531年－579年）
  - 波斯沙汗沙：荷姆兹四世（579年－590年）
  - 波斯沙汗沙：霍斯劳二世（590年；591年－628年）
  - 波斯沙汗沙：巴赫拉姆六世（590年－591年）
  - 波斯沙汗沙：维斯塔姆（591年－596年）

## 欧洲
- 不列颠尼亚 - 亚瑟王
- 爱尔兰 - 
  - 爱尔兰高地王：Lughaid mac Loeguire（479年－503年）
  - 爱尔兰高地王：Muirchertach mac Ercae（504年－527年）
  - 爱尔兰高地王：Túathal Máelgarb（528年－538年）
  - 爱尔兰高地王：Diarmait mac Cerbaill（539年－558年）
  - 爱尔兰高地王：Domhnall and Fearghus（559年－561年）
  - 爱尔兰高地王：Eochaidh and Baedan（562年－563年）
  - 爱尔兰高地王：Ainmuire mac Sétnai（564年－566年）
  - 爱尔兰高地王：Báetán mac Ninnedo（567年）
  - 爱尔兰高地王：Áed mac Ainmuirech（568年－594年）
  - 爱尔兰高地王：Áed Sláine and Colmán Rímid（595年－600年）
- 苏格兰
  - 达尔里阿达 -

  1. 达尔里阿达（Dál Riata）王：Loarn mac Eirc（474年－500年）
  2. 达尔里阿达王：Fergus Mór（500年－501年）
  3. 达尔里阿达王：Domangart Réti（501年－？年）
  4. 达尔里阿达王：Comgall mac Domangairt（？年－540年）
  5. 达尔里阿达王：Gabrán mac Domangairt（540年－560年）
  6. 达尔里阿达王：Conall mac Comgaill（560年－574年）
  7. 达尔里阿达王：Áedán mac Gabráin（574年－606年）

  - 斯特拉斯克莱德王国 -

  1. Caw（495年－501年）
  2. Domgal（501年－508年）
  3. Clinoch（508年－540年）
  4. Cinbelin（540年－558年）
  5. Tutagual / Tudwal（559年－573年）
  6. 赖泽赫·哈尔（580年－612年）
- 威尔士 -
  - 格温内斯王国 -

  1. Einion Yrth ap Cunedda, 格温内斯国王（约470年－500年）
  2. Cadwallon Lawhir ap Einion, 格温内斯国王（约500年－534年）
  3. Maelgwn Gwynedd（约520年–约547年）
  4. Rhun Hir ap Maelgwn（约547年–约580年）
  5. Beli ap Rhun（约580年–约599年）
  6. Iago ap Beli （约599年–约616年）

  - 波伊斯王国 -

  1. Rhyddfedd Frych, 波伊斯国王（约480年－500年）
  2. Cyngen Glodrydd, 波伊斯国王（约500年－530年）

  - 多姆尼亚 -

  1. Gerren Llyngesic ab Erbin, 多姆尼亚国王（约480年–约514年）
  2. Cado ap Gerren（约514年–约530年）
  3. Custennin ap Cado, probably "Saint Custennin"（约530年–约560年）
  4. Gerren rac Denau ap Custennin, "Gerren for the South"（约560年–约598年）
  5. Bledric ap Custennin （约598年–约613年）
- 英格兰（七国时代）- 不列颠统治者
  - 萨塞克斯的埃尔（约488年－约514年）
  - 威塞克斯的查乌林（560年–592年在位，死于593年）
  - 肯特的埃塞尔伯特（590年–616年在位）
  - 東盎格利亞王國 -
    1. Wehha（？—571年）
    2. Wuffa（571年－578年）
    3. 提提拉（578年－593年）
    4. 雷德沃尔德（593年－624年）

  - 埃塞克斯王国 - 
    1. 埃尔，南撒克逊人的国王（约477年－约514年）
    2. 埃什温（Æscwine）（527年－587年）
    3. 斯利达（587年－604年）

  - 肯特王国 - 
    1. 欧斯（Oisc）（488年－512/516年）
    2. 奥克塔（Octa）（512/516年－534/540年）
    3. 艾尔明里克（Eormenric）（534/540年－564或580年）
    4. 埃塞尔伯特（564或580年－616年）

  - 诺森布里亚、伯尼西亚 -
    1. Esa（约500年）
    2. Eoppa（约520年）
    3. Ida（547年－559年）
    4. Glappa（559年－560年）
    5. Adda（560年－568年）
    6. Æthelric（568年－572年）
    7. Theodric（572年－579年）
    8. Frithuwald（579年－585年）
    9. 豪撒（585年－592年）
    10. 埃特尔弗里特（593年－616年）

  - 德伊勒 -
    1. 埃拉, 德伊勒王（560年－589年）
    2. 埃特尔瑞克, 德伊勒王（589年－604年）

  - 韦塞克斯 -
    1. 徹迪克（519年－534年）
    2. 金里克（534年－560年）
    3. 查乌林（560年－591年）
    4. 切奥尔（591年－597年）
    5. 切奥尔乌尔夫（597年－611年）
- 高卢-法兰克王国（墨洛温王朝） - 
  - 统一：克洛维一世（481年－511年）
  - 苏瓦松王国
    1. 克洛泰尔一世（511年－558年）

  - 巴黎王国
    1. 希尔德贝特一世（511年－558年）

  - 奥尔良王国
    1. 克罗多米尔（511年－524年）
    2. 希尔德贝特一世（524年－558年）

  - 兰斯王国
    1. 提乌德里克一世（511年－534年）
    2. 提乌德贝尔特一世（534年－548年）
    3. 图德巴得（548年－555年）
    4. 克洛泰尔一世（555年－558年）

  - 统一：克洛泰尔一世（558年－561年）
  - 苏瓦松王国
    1. 希尔佩里克一世（561年－584年）
    2. 克洛泰尔二世（584年－613年）

  - 巴黎王国
    1. 查理伯特一世（561年－567年）
    2. 希尔佩里克一世（567年－584年）
    3. 克洛泰尔二世（584年－613年）

  - 奥尔良王国
    1. 贡特拉姆（561年－592年）
    2. 希尔德贝尔特二世（592年－595年）
    3. 提乌德里克二世（595年－613年）

  - 兰斯王国
    1. 西吉贝尔特一世（561年－575年）
    2. 希尔德贝尔特二世（575年－595年）
    3. 提乌德贝尔特二世（595年－612年）
- 勃艮第王国 - 
  1. Gundobad（473年－516年）
  2. Sigismund（516年－523年）
  3. 贡多马尔三世（524年－534年）
- 匈人帝国 - 厄爾納克（469年－503年）
- 阿瓦尔 -
  1. 可汗：伯颜一世（562年－602年）
- 伊比利亚 - 
  1. 国王：瓦赫坦格一世“狼头”（447年－522年）
  2. 国王：达希（Dachi，502年－514年）
  3. 国王：巴库二世（Bakur II，514年－528年）
  4. 国王：法斯曼五世（Farsman V，528年－542年）
  5. 国王：法斯曼六世（Farsman VI，542年－547年）
  6. 卡赫季亲王：阿特尔奈谢赫一世（Atrnerseh I，580年－637年）
  7. 卡特利亲王：瓜拉姆一世（Guaram I，588年－590年）
  8. 卡特利亲王：斯特凡诺兹一世（Stefanoz I，590年－627年）
- 意大利 (东哥德王国） - 
  1. 狄奥多里克大帝（488年－526年）
  2. 阿塔拉里克（526年－534年）
  3. 狄奥达哈德（Theodahad，534年－536年）
  4. 维蒂吉斯（536年－540年）
  5. 伊狄巴德（Ildibad，540年－541年）
  6. 艾拉里克（Eraric，541年）
  7. 托提拉（541年－552年）
  8. 德亚（Teia，552年－553年）
- 西哥特王国 (巴蒂王朝） - 
  1. 亚拉里克二世（484年－507年）
  2. 盖萨莱克（507年–511年）
  3. 狄奥多里克大帝（511年–526年）
  4. 阿马拉里克（526年–531年）
  5. 狄乌蒂斯（531年–548年）
  6. 狄乌蒂吉斯克鲁斯（548年–549年）
  7. 阿吉拉一世（549年–554年）
  8. 阿塔纳吉尔德（554年–567年）
  9. 利奥瓦斯一世（568年–573年）
  10. 利奥维吉尔德（569年－586年）
  11. 雷卡雷德一世（586年－601年）
- 伦巴底 - 
  1. 克拉弗（Claffo）（约490年－500年）
  2. 塔托（Tato）（约500年－510年）
  3. 瓦乔（Wacho）（510年–539年）
  4. 沃尔塔里（Waltari）（539年–546年）
  5. 阿尔杜因（Audoin）（546年–565年）
  6. 阿尔博因（565年 - 572年）
  7. 克莱夫（572年 - 574年）
  8. （公爵统治时期，10年权力空位期）（574年－584年）
  9. 奥塔里（584年－590年）
  10. 阿吉卢尔夫（590年－616年）
- 加利西亚苏维汇王国 -
  1. Theodemund（6世纪）
  2. Chararic（550年－558年）
  3. Ariamir（558年－561年）
  4. Theodemir（561年－570年）
  5. Miro（570年－583年）
  6. Eborico（583年－584年）
  7. Audeca（584年－585年）
- 瑞典 - Ongentheow，瑞典国王（约490年－515年）